# Live on Stage
Live on Stage è un CD Live dei New Riders of the Purple Sage, pubblicato dalla Relix Records nel settembre del 1993. 

## Tracce
1. Panama Red – 3:20 (Peter Rowan) – Registrato dal vivo il 14-15 novembre 1975 al The Beacon Theatre di New York City, New York
2. Little Old Lady – 3:13 (Richard Wilbur) – Registrato dal vivo il 14-15 novembre 1975 al The Beacon Theatre di New York City, New York
3. Instant Armadillo Blues – 5:20 (John Dawson) – Registrato dal vivo il 14-15 novembre 1975 al The Beacon Theatre di New York City, New York
4. Henry – 4:54 (John Dawson) – Registrato dal vivo il 14-15 novembre 1975 al The Beacon Theatre di New York City, New York
5. Glendale Train – 5:29 (John Dawson) – Registrato dal vivo il 14-15 novembre 1975 al The Beacon Theatre di New York City, New York
6. Nadine – 6:28 (Chuck Berry) – Registrato dal vivo il 14-15 novembre 1975 al The Beacon Theatre di New York City, New York
7. Singing Cowboy – 4:45 (Skip Battin) – Registrato dal vivo il 17 maggio 1975 al The Keystone di Berkeley, California
8. Take a Letter Maria – 5:15 (R.B. Greaves) – Registrato dal vivo il 17 maggio 1975 al The Keystone di Berkeley, California
9. I Will Never Make You Blue – 4:08 (Ray Cline) – Registrato dal vivo il 17 maggio 1975 al The Keystone di Berkeley, California
10. La Bamba – 4:52 (Brano tradizionale, arrangiamento Ritchie Valens) – Registrato dal vivo il 17 maggio 1975 al The Keystone di Berkeley, California

## Musicisti
- John Dawson - chitarra, voce
- David Nelson - chitarra, voce
- Buddy Cage - chitarra pedal steel
- Skip Battin - basso
- Spencer Dryden - batteria[4]